# C17H20N2
化学式C17H20N2（摩尔质量：252.361 g/mol）可能指：
- N-二苯甲基哌嗪，CAS号：841-77-0
- 去乙基伊波加明，CAS号：？

|  | 这个同类索引页列出了具有相同分子式的化学物（即同分異構體）条目。 除非您是有意链接至本页，否则应将相应条目的内部链接指向正确的条目。 |